# Gare de Wallers
Gare de Wallers vasútállomás Franciaországban, Wallers településen.

## Vasútvonalak
Az állomást az alábbi vasútvonalak érintik:
- Douai-Blanc-Misseron-vasútvonal

## Kapcsolódó állomások
A vasútállomáshoz az alábbi állomások vannak a legközelebb:
- Gare de Somain
- Gare de Raismes